# 西田亀
西田 亀（にしだ ひさし、1907年9月5日 - 1999年9月16日）は、日本の柔道家（講道館9段）。
現役時代は明治神宮競技大会や全日本選士権大会等へ出場し、後には静岡県柔道協会会長や静岡県警名誉師範を務めた。

## 経歴
岡山県に生まれる。玄武館中央道場に籍を置いて名人・金光弥一兵衛に師事して以来柔道家としての道を歩み、1926年2月28日付で講道館へ入門、旧制天城中学（現・県立倉敷天城高校）師範を経て1931年に岡山県警察部に奉職し柔道教師を務めた。1934年には請われて静岡県警察部の柔道師範となり指導にあたったほか、身長162cm・体重65kgの小柄な体躯ながら得意技の跳腰や大内刈を以って選手としても明治神宮大会等で活躍し、1938年の全日本選士権（専門壮年後期の部）では準決勝戦で上田文次郎5段の体落に敗れたものの3位に入っている。
静岡県警在職中は、1959年に逮捕術創設の任に当たり警察庁長官より表彰を受けるなどし、また1973年まで39年間に渡る長年の指導の功績が認められて静岡県警で初めて“名誉師範”の称号を受けた。
一方で、静岡県柔道協会の前身である静岡県有段者会では幹事長・副会長として静岡県の柔道振興に尽力し、1968年に同会の会長であり同門の先輩でもある大蝶美夫（講道館9段）が急逝してからは、1987年までの19年間に渡り3代目会長として手腕を振るった。
またこの間、全日本柔道連盟理事・評議員、東海柔道連合会常任理事・審議委員・顧問といった要職を歴任し、1979年には勲五等瑞宝章を受章、1984年4月の講道館100周年に際して9段位を許された。昇段に際し西田は「柔道一筋に邁進した生涯に、僭越ながら有終の美を飾らせて頂いた事を深謝」と謙虚に述べている。
80歳を過ぎるまで柔道衣を着用して高校生に指導しており、1998年6月に血圧低下のため入院してからも病院のベッドで受け身を取るなど元気な姿を見せていた。8月に一度退院したものの、自宅で肋骨を骨折し11月には再び入院。怪我の発見が遅れた影響で高熱が続き、以降は一進一退の危篤に陥った。10カ月間、何度か山を乗り越えたものの、翌99年9月16日午前11時47分に肺炎のため死去。
拓殖大学元監督で後に西田の勧めで静岡県警の柔道指導員を務めた安齋悦雄は、西田の死に際し「温厚篤実で、声を荒げたり激怒するような素振りはなく、和を尊び、決して高ぶらず、若年の者に対しても常に敬語で対応していた」「西田宅を辞去する時には夫婦揃って門の外に並び、車が見えなくなるまで見送ってくれた」とその人柄を述懐している。